# Iseropus barqueroi
Iseropus barqueroi är en stekelart som beskrevs av Ian D. Gauld 1991. Iseropus barqueroi ingår i släktet Iseropus och familjen brokparasitsteklar. Inga underarter finns listade i Catalogue of Life.